# Gabe Kaplan

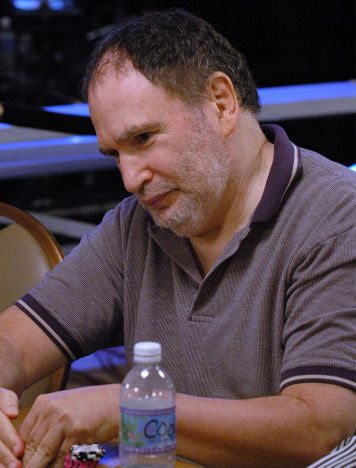
Gabe Kaplan vid World Series of Poker 2005.

Gabriel "Gabe" Kaplan, född den 31 mars 1945 i Brooklyn, New York, är en amerikansk skådespelare, komiker, pokerspelare och tv-kommentator. 
Kaplan föddes i Brooklyn och ville som ung bli professionell basebollspelare. Efter att ha misslyckats med detta arbetade han som piccolo på ett hotell och kom där i kontakt med ståuppkomiker vilket ledde honom att utveckla sina egna komedinummer. Han medverkade bland annat i The Tonight Show Starring Johnny Carson fem gånger 1973-74 och spelade in en komediskiva. Mellan 1975 och 1979 spelade han huvudrollen i tv-serien Welcome Back, Kotter.
Kaplan började spela poker 1978. 1980 vann han Super Bowl of Poker och samma år kom han till finalbordet (dock utan att vinna prispengar) i World Series of Poker. Dessa och en rad andra framgångsrika turneringar gjorde honom till en del av pokereliten. Han har även ägnat sig åt investeringar.
Under 1990-talets början hade Kaplan ett radioprogram, The Sports Nuts with Gabe Kaplan och på senare tid har han varit kommentator i pokerprogram på TV, bland annat ESPNs sändningar från World Series of Poker 1997 och 2002, National Heads-Up Poker Championship och High Stakes Poker. Han har även fortsatt spela poker själv och kom på tredje plats i en World Poker Tour-turnering 2004 och har vunnit två gånger i Poker After Dark.